# Joseph Boly
 (septembre 2008).
Si vous disposez d'ouvrages ou d'articles de référence ou si vous connaissez des sites web de qualité traitant du thème abordé ici, merci de compléter l'article en donnant les références utiles à sa vérifiabilité et en les liant à la section « Notes et références ».
Joseph Boly, né le 5 avril 1926 à  Jauche (Belgique) et mort le 9 juin 2014  à Huy est un écrivain belge et militant wallon.

## Biographie
Joseph Boly naît en 1926 à Jauche, sur une terre qui est déjà Brabant wallon et encore Hesbaye. Il fait ses humanités au collège Sainte-Croix de Hannut, chez les Pères Croisiers. Il entrera dans cet ordre religieux, deviendra à son tour professeur et sera nommé supérieur de sa communauté.
L'écrivain néerlandais Pieter van de Meer de Walcheren, filleul de Bloy, chaînon dans la famille des grandes amitiés nouées autour des Maritain, l'a aidé à choisir le chemin de la vie religieuse et à découvrir que la littérature, comme la religion, peut favoriser la communion des esprits.
La guerre le marque profondément. Nombre de ses options se comprennent si l'on se souvient des brimades de l'occupation et du dégoût inspiré par la collaboration. Avec l'appel du 18 juin, une certaine idée de la France et de la francité est devenue pour lui synonyme de liberté : il se réfèrera au modèle gaullien qui consiste à s'inspirer des hauts faits du passé pour trouver la force de transcender la catastrophe de la défaite. La France, la Francophonie et les valeurs de la Francité ne cessèrent plus d’inspirer son œuvre d’essayiste et de critique littéraire.
Philosophe, théologien marqué par Teilhard de Chardin et par Jacques Leclercq, il est aussi licencié en philologie romane de l'Université de Louvain. Il a eu pour maîtres Sever Pop et Joseph Hanse. Celui-ci deviendra un ami et préfacera La chasse aux anglicismes. Quant à Charles de Trooz, un autre grand professeur de l'époque, il dirigera le mémoire que Joseph Boly consacrera à L'annonce faite à Marie de Paul Claudel. Cet excellent travail de fin d'études sera publié à Paris, aux éditions de l'École.
Professeur remarqué, qui deviendra inspecteur et membre de la Commission des programmes de l'enseignement rénové, Joseph Boly écrit aussi et agit. Il fonde la Société Paul Claudel de Belgique et édite un bulletin. Par là, il fait connaître à un public encore plus vaste l'œuvre du poète et aide de nombreux jeunes chercheurs. Il mettra le même enthousiasme et la même compétence à étudier et à commenter les ouvrages de Charles de Gaulle.
En 1967, il est membre du Conseil Général de la Rénovation Wallonne. Il tiendra pendant onze années une chronique littéraire dans la revue 4 Millions 4. Il peut alors présenter les livres des grands auteurs français, mais aussi « extra-hexagonaux » et révéler aux lecteurs belges ce qui se publie de meilleur chez eux. Il noue des relations amicales avec de nombreux écrivains, participe activement à la vie de l'Association royale des écrivains wallons, de l'Association des écrivains belges de langue française, de l'Association des journalistes de langue française et du Conseil international de la langue française. Il visite, en de nombreux voyages, les coins de notre terre où le français joue un rôle important : le Québec, l'Acadie, Haïti, le Sénégal, le Liban, la Tunisie, la Pologne... Il accueille aussi des réfugiés vietnamiens auxquels il apprend la langue française et a de nombreux contacts avec des étudiants africains.
Militant précurseur de la francophonie littéraire, spécialement à destination des milieux scolaires, il publie dès 1966 aux éditions de l'École La Voix au coeur multiple : petite anthologie mondiale de la littérature française contemporaine. A la fin de sa vie encore, il donnera une anthologie intitulée Le Français, terre hospitalière (2012) : ces titres rendent compte, à eux seuls déjà, d'une conception universalisante de la langue française, capable d'accueillir toutes les sensibilités et toutes les cultures. Ce n'est donc pas un hasard si Joseph Boly eut de nombreux contacts avec Léopold Sédar Senghor, qui préfaça son Journal d'un mutant de l'île de Gorée (1987).
C'est un conférencier recherché dont les exposés, très documentés, sont souvent illustrés de récitations sensibles et intelligentes.